# Andrena crataegi
Andrena crataegi is een vliesvleugelig insect uit de familie Andrenidae. De wetenschappelijke naam van de soort is voor het eerst geldig gepubliceerd in 1893 door Robertson.